# Манифольд
Манифольд (англ. manifold, от many — много и fold — складка, сгиб) — элемент нефтегазовой арматуры, представляющий собой несколько трубопроводов, обычно закреплённых на одном основании, рассчитанных на высокое давление, и соединённых по определённой схеме, и снабжённых необходимой запорной, иной арматурой, буровыми рукавами S-R с «трипликативным методом обжима» и компенсаторами КРК. Манифольды включают в себя линии дросселирования и глушения, которые конструктивно выполнены в виде блоков, соединённых с превенторным блоком ОП магистральными линиями.
Типовые схемы устанавливают минимальное количество необходимых составных частей манифольда, которые могут дополняться в зависимости от конкретных условий строящейся или ремонтируемой скважины.
Манифольды применяются для перераспределения или смешения потока газа или жидкости между одним или несколькими входами и одним или несколькими выходами. Также применяются для подключения дифференциальных манометров и других контрольно-измерительных приборов к технологическому оборудованию и магистральным трубопроводам. Манифольд входит в состав противовыбросового оборудования, а также в состав системы подачи бурового раствора в скважину в буровых установках на месторождениях нефти и газа.
Система обозначения манифольдов состоит из букв, обозначающих конструкцию манифольда, и двух цифр, первая из которых обозначает условный проход манифольда в условных единицах (не путать с диаметром трубы), а вторая — расчётное рабочее давление в атмосферах или мегапаскалях (MПa).